# Luis Emilio González
Luis Emilio Gonzalez (nacido el 3 de septiembre de 1967 en Tampa, Florida), apodado "Gonzo", es un exjardinero estadounidense de origen cubano que jugó en las Grandes Ligas. Gonzalez pasó sus mejores años con los Diamondbacks de Arizona y es uno de los jugadores más populares en la historia de esa organización. Conectó el hit que impulsó la carrera ganadora del Juego 7 de la Serie Mundial de 2001 ante Mariano Rivera de los Yankees de Nueva York, para dar a los Diamondbacks su primer y único campeonato de la Serie Mundial hasta la fecha.

## Carrera profesional
Gonzalez creció en Tampa, Florida. Se graduó de la Thomas Jefferson High School en 1985 junto con su amigo de la infancia Tino Martinez. Después de la escuela secundaria, asistió a la Universidad del Sur de Alabama, y fue reclutado por los Astros de Houston en la cuarta ronda del draft amateur de 1988.
González anunció su retiro el 29 de agosto de 2009 y se unió a la oficina de los Diamondbacks como asistente especial del presidente. En 2010, los Diamondbacks anunciaron que Gonzalez sería el primer jugador de los Diamondbacks en tener su número, # 20, retirado el 7 de agosto.